# ホステル (映画)
『ホステル』（原題：『Hostel』）は、2005年に制作されたホラー映画、スプラッター映画。アメリカ合衆国とチェコ共和国による合作。

## ストーリー
アメリカからやってきた大学生のパクストンとジョッシュは、バックパッカーをしながらヨーロッパ各地を旅行していた。途中でアイスランド人のオリーも加わり、彼ら三人は毎晩遊び歩いていた。
ある夜、アムステルダムでホテルに戻ろうとした三人は、出入り口の扉が閉まっていて中に入れないことに気付く。パクストンが「中へ入れてくれ！」と大声で叫ぶが、別の建物にいた住人から「うるさい！」「静かにしろ！」と罵倒され、ビンを投げられてしまう。その時、三人を別の建物の中へ誘導する人物が現れ、三人は難を逃れた。三人を助けた人物はウクライナ人のアレックスといい、三人がヨーロッパを横断旅行中である旨を聞くと、「ブラティスラヴァの郊外にある田舎町に、いいオンナとファックできるホステルがある」という話を聞かせた。三人はそのホステルへ向かうことにした。彼らは途中で乗った列車の中で、オランダ人のビジネスマンと出会う。ホステルに到着した三人は、相部屋になった二人の女性（イタリア人のナターリアとチェコ人のスヴェトラーナ）と楽しい一夜を過ごす。オリーは受付の女性、ヴァーラと親しげに話していた。ところが翌朝、部屋で目を覚ましたパクストンとジョッシュはオリーの姿が見えないことに気付く。受付に確認すると、オリーは「チェックアウトした」という。パクストンは、同じホステルに泊まっていた日本人女性の宿泊客・カナから、カナの友人・ユキがオリーと一緒に映っている写真を見せられ、そこには「さようなら」とのメッセージが書かれていた。
街に出かけたパクストンとジョッシュは、オリーらしき男を見かけるが、彼は同じ上着を着ていただけの別人であった。携帯電話にオリーからの「帰国する」というメッセージが届く。不審に思って電話をかけてみるが応答は無い。ホステルのロビーで、明日一緒に出発することをカナと約束したパクストンとジョッシュは、ナターリアとスヴェトラーナに誘われてディスコへ向かう。気分が悪くなったジョッシュは一人でホステルに戻り、ヴァーラに付き添われてベッドに寝かされる。その後、ジョッシュが寝ている部屋に何者かが入ってきた。パクストンはトイレへ向かうが、誤って倉庫の中に入ったまま出られなくなり、座り込んだ状態で意識を失う。
ジョッシュが目を覚ますと、いつの間にか見知らぬ部屋におり、下着だけで椅子に拘束されていた。部屋には男が一人おり、拷問用の道具を物色していた。両手両足を手錠で繋がれたジョッシュは身動きが取れない。拷問用の器具で胸や脚に穴を空けられ、アキレス腱、そして首を掻っ切られたジョッシュは絶命した。パクストンは、列車の中で出会った人物がジョッシュを殺した事実を知らずにいた。ナターリアに「美術展」の建物まで案内されたパクストンはまもなく捕らえられ、顧客の元へ連行された。
『エリート・ハンティング』は、金を支払うことにより、ここへ連れてこられた人間を拷問にかけ、殺せる施設であった。顧客はパクストンの指を切り落とし、迫ってきたが、地面に落ちた指に足を滑らせて転倒し、持っていたチェーンソーがアキレス腱を直撃。その隙をついてパクストンは銃で撃ち殺した。周りに気付かれないよう建物内を移動し、更衣室に入ったパクストンは服を着替えていたところ、アメリカ人の顧客が入ってきて会話を交わす。この顧客は、別室でカナを拷問にかけていた。部屋に飛び込んだパクストンはこの顧客を射殺し、カナを救出するが、その皮膚は無残にも焼かれており、片側の眼球も垂れ下がっていた。苦痛のあまり彼女は泣きじゃくる中、パクストンは眼球を切り落とし、彼女を車に乗せて駅まで向かった。カナはガラスに映り込んだ自分自身の姿を見た直後、列車に飛び込んで自殺した。
パクストンは、オランダ人のビジネスマンがウィーンにある駅のトイレに入っていくのを目撃した。個室にいた彼は、足元に『エリート・ハンティング』の名刺が落ちているのに気付き、それを拾った直後にパクストンに襲撃され、首を掻っ切られて殺された。パクストンは列車に乗り、ウィーンを去った。

## 出演
| 役名                     | 俳優                       | 日本語吹替 |
| ------------------------ | -------------------------- | ---------- |
| パクストン               | ジェイ・ヘルナンデス       | 阪口周平   |
| ジョッシュ               | デレク・リチャードソン     | 上田燿司   |
| オリー                   | エイゾール・グジョンソン   | 木下浩之   |
| 娼婦                     | ポーラ・ワイルド           |            |
| オランダ人のビジネスマン | ヤン・ブラサーク           | 西村知道   |
| アレックス               | ルドミール・ブコヴィ       | 宮下栄治   |
| ナターリア               | バルバラ・ネデルヤーコヴァ | 目黒未奈   |
| スヴェトラーナ           | ヤナ・カデラフコヴァ       | 兒玉彩伽   |
| カナ                     | ジェニファー・リム         | 木下紗華   |
| ユキ                     | Keiko Seiko                |            |
| ヴァーラ                 | ヤナ・ハブリチコヴァ       | 小橋知子   |
| 警官                     | ミロスラフ・ターボルスキー | 安元洋貴   |
| アメリカ人の顧客         | リック・ホフマン           | 古澤徹     |
| 日本人の顧客             | 三池崇史                   | 三池崇史   |

## 登場人物
- パクストン

本作の主人公。ジョッシュの友人で、アメリカ人。大学の卒業論文を書くため、カリフォルニア州からヨーロッパ各地を渡り歩いていた。ディスコにいた用心棒を煽る好戦的な性格が描かれたり、オリーの尻に落書きする描写がある。8歳の頃、池に溺れていた少女を助け出せず、長年悪夢にうなされていた過去がある。列車の中で出会った人物が『エリート・ハンティング』の一員であった事実は途中まで知らなかった。
- ジョッシュ

パクストンの友人でアメリカ人。パクストンと二人でヨーロッパを旅していた。作家志望の夢がある。アムステルダムにて、ディスコにいた客と揉めたが、女性を金で買う行為は好きではない模様。列車内で出会ったオランダ人のビジネスマンに脚を触れられて激昂する。その後、スロヴァキアでそのオランダ人と再会したジョッシュは列車内での非礼を詫び、彼に酒を奢った。次の日、ディスコで酒を飲んだ際、気分が悪くなり、ホステルに戻ってベッドで休んでいた。建物の中で目覚めたジョッシュは、このオランダ人に拷問されたのち、殺された。
- オリー

パクストンたちが旅をしている途中で出会ったアイスランド人の男性。「夜の帝王」を自称しているが、アジア人は苦手な模様。妻子持ちであり、小学生になる6歳の娘がいる。ホステルに着いた翌日に失踪する。パクストンはカナから、オリーとユキが一緒に撮った写真付きの「サヨナラ」と書かれたメールを見せられた。その後、パクストンはオリーから「帰国した」とのメールを受信したが、この時点でオリーは既に何者かに首を斬り落とされていた。
- オランダ人のビジネスマン

パクストンたちが列車の中で出会ったオランダ人の中年男性。本名は不明。既婚者で一人娘がいる。食について熱く語る一面があり、サラダを食べる際は手が震える描写がある。スロヴァキアにてジョッシュと再会し、彼と酒を飲んだ。だが、その正体はエリート・ハンティングの一員であり、様々な拷問道具でジョッシュを拷問にかけたのち、殺害した。外科医になる夢があったが、手が震えやすいのが原因で、それを諦めたという。口笛を吹く癖もある。
- アレックス

アムステルダムのホステルで門限を過ぎてしまい、入れなくなったパクストンたちを部屋に招き入れた青年。彼らにホステルを紹介した張本人。物語の終盤、ナターリアとスヴェトラーナの二人と一緒にいたところを、車に乗って逃走中の身であったパクストンに目撃され、直後に撥ね飛ばされた。
- スヴェトラーナ

ナターリアの友人でスロヴァキアに住む女性。プラハ出身。パクストンたちと踊ったり、セックスを楽しんでいた。物語の終盤、アレックス、ナターリアと一緒にいたところを逃走中のパクストンに目撃され、ナターリア、アレックスとともに車で撥ね飛ばされ、死亡した。
- ナターリア

スヴェトラーナの友人でスロヴァキアに住む女性。イタリア人で、両親はロシア人である趣旨を語っていた。ディスコにいた際、ジョッシュと踊ったり、パクストンたちと寝た。その正体はエリート・ハンティングの仲間で、ジョッシュとオリーを探していたパクストンを「美術展」まで案内し、「あなたは私のお客」と宣言した。物語の終盤、スヴェトラーナやアレックスと一緒にいたところを、パクストンが運転する車によって三人とも轢かれた。瀕死状態であったところを、エリート・ハンティングの追手が運転する車に再び撥ねられた。
- カナ

ユキの友人で日本人女性。ユキと2人でスロヴァキアで休暇を取っていた。翌日、ユキがいなくなったと気付いた彼女はパクストンにユキとオリーの2人で撮った写真を見せ、文字に書いてある「サヨナラ」を日本語で説明した。英語は苦手のようで、作中では片言で会話していた。ホステルにいた彼女も謎の失踪を遂げる。
- ユキ

カナの友人で日本人女性。カナと二人でスロヴァキアで楽しんでいた。翌日、彼女はオリーと二人で写真を撮り、カナにその写真をメールで送っていた。彼女もオリーと同様に、何者かに誘拐されて拷問されていた。足の指をペンチで切断される描写がある。
- ヴァーラ

スロヴァキアにあるホステルの受付嬢。オリーに対して「夜の帝王」と呼んだ。オリーと二人で親しげに過ごす描写がある。
- ホテルマン

スロヴァキアにあるホステルの受付にいた男性で、メガネをかけている。オリーとジョッシュが失踪したことに気付いたパクストンから詰め寄られた際には、落ち着くよう宥めた。『ホステル2』にも登場する。
- 娼婦

アムステルダムの娼婦。部屋を訪れたジョッシュに優しく接する。
- アメリカ人の顧客

パクストンが更衣室で出会ったアメリカ人の男性。カナを誘拐した張本人。興奮しやすい性格で、「拷問したあとにどうやって殺害するか、ゆっくりやるのか、素早くやるのか」とパクストンに尋ねた。本人によれば、「売春宿の女や女の乳首など忘れる」という。カナをバーナーで拷問していた際、部屋に入ってきたパクストンに頭を撃ち抜かれて死亡した
- ドイツ人の顧客

パクストンを拷問しようとしたドイツ人の男性。
- 日本人の顧客

「エリート・ハンティング」の建物に到着したパクストンに対し、有り金を使い果たさぬよう気を付けるよう忠告したのち、どこかへ去っていった。

## 製作
2002年に映画『キャビン・フィーバー』が公開されたのち、イーライ・ロス(Eli Roth)は、この映画を「今年の上位作品」に選んだクエンティン・タランティーノ(Quentin Tarantino)を始めとする業界の有力者たちから高く評価された。タランティーノは、「イーライ・ロスと一緒に仕事がしたい」との意思を伝えるため、彼に連絡を取った。イーライ・ロスの元には、『The Texas Chainsaw Massacre』を始めとするホラー作品の改作の申し入れが多数届いたが、タランティーノはイーライ・ロスに対し、それらの申し入れを全て断るよう伝えたうえで、「自分独自のホラー作品を創りなさい」と述べた。タランティーノの自宅に据え付けのプールで泳いでいたとき、「タイ王国の『Muder Vacation』」（『殺人休暇』）という「ダーク・ウェブ」(Dark Web, 「Google」のような一般的な検索エンジンには引っかからないウェブページ。犯罪の温床となっている場合が多い)を発見したイーライ・ロスは、そのページの内容に基づいた低予算のホラー映画の着想を得たという。タランティーノはこの構想を気に入り、その日のうちに映画の脚本の草稿を書くよう、ロスに働きかけた。この脚本は、本作『ホステル』の土台となった。当初のイーライ・ロスは、実在の地下組織「殺人休暇」がある、と思われている場所や、本物の犯罪に関与している人間たちの存在を組み入れた、「記録映画のふりをした作品」の表現法で映画を創ろうと考えていたが、この議題に関して信頼できる情報が見付からなかったため、この表現法は撤回し、登場人物と場所はいずれも架空の存在という設定にした。映画の撮影は主にチェコ共和国で行われ、大部分はチェスキー・クルムロフ(Český Krumlov)で撮影された。パクストンたちが拷問される部屋の撮影は、1918年以降は廃墟となっている病院の棟で行われた。作曲を担当したのはネイサン・バー(Nathan Barr)であり、「プラハ交響楽団」(Pražský Filmový Orchestr)に楽譜を送り、2005年10月に、四日間に亘って演奏し、作曲した。
イーライ・ロスは、本作を「NC-17」（「18歳未満は閲覧禁止」）に指定しようと考えた。それによって映画の知名度を上げ、市場での売買取引を促進できる、との期待があった。完成した映画の最初の場面は、人間の裸や性的な要素を含むものにした。アメリカ映画協会(The Motion Picture Association of America)が本作『ホステル』を「NC-17」に指定したことで、イーライ・ロスの目論見は功を奏した。もともとこの映画には、二人の役者による本物の性行為の描写が収録されており、これはアメリカ映画協会の規定に違反するものであった。映画が「R指定」を受けるためには、映像を20分以上も編集する必要があった。全英映像等級審査機構(The British Board of Film Classification)は、本作『ホステル』について、「Contains strong bloody violence, torture and strong sex」（「（この映画には）血みどろの暴力描写、拷問の描写、強烈な性描写が含まれます」）との注意書きを明記し、本作を「R-18」に分類した。ニューヨーク・タイムス(The New York Times)は「この作品では、野卑な言葉、偏見、薬物の服用、裸、そして、極めて生々しい拷問、切断、殺人が絶え間なく描かれ、この種の映画の限界に挑んでいる」と書いた。
本作『ホステル』の制作費は500万ドル未満であった。

## 公開

### 興行収入

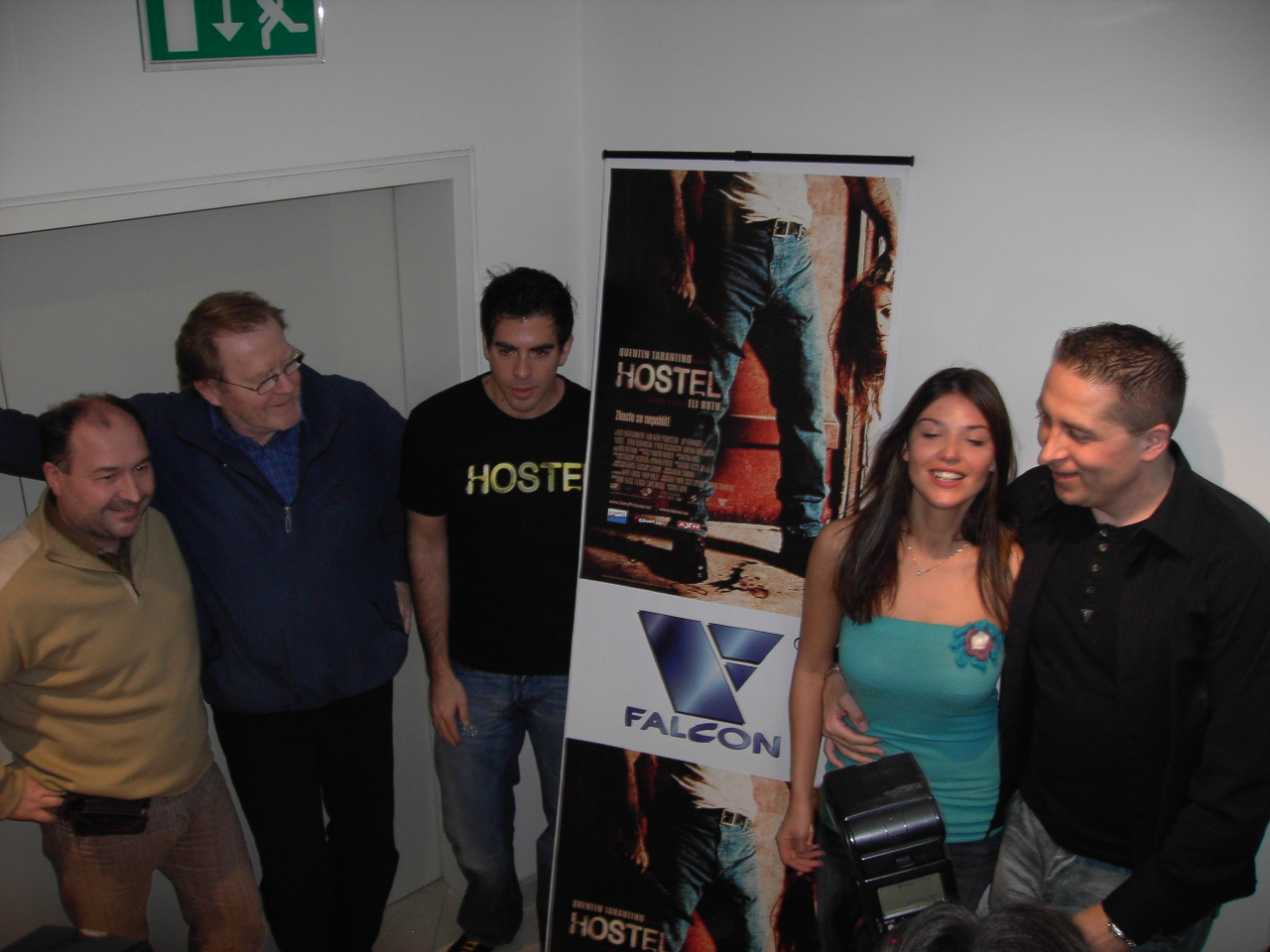
チェコでの『ホステル』公開初日時の様子。左から、マイケル・デイヴィッド、ヤン・ブラサーク、イーライ・ロス、バルバラ・ネデルヤーコヴァ、フィリップ・ウェイリー（2006年）

本作『ホステル』は、2006年1月6日にアメリカ合衆国で初めて劇場公開され、公開から最初の週末で1960万ドルの興行収入を記録した。6週間後の上映終了までに、この映画はアメリカ国内で4730万ドル、アメリカ国外では3330万ドル、全世界では合計8060万ドルの興行収入を記録した。

### 批評
映画批評ページ『Rotten Tomatoes』では、この映画に対し、110の批評、10点満点中6.1の点数と、59%の支持率を与えている。批評家たちの総意となっているのは、「流血と度胸が特徴的で、死体まみれの旅を描いた『ホステル』は、大いに楽しめる作品である…死体、打たれ強さ、暴力描写が享楽となるのであれば、の話だが」であった。
映画批評ページ『Metacritic』では、『ホステル』は21人の批評家から、100点満点中55点を獲得し、「賛否両論である」と書かれた。
市場調査会社『CinemaScore』は、映画を視聴した観客は、この映画に対し、「A+」から「F」までの段階で、平均で「C–」の評価を与えた、と発表した。
雑誌『Entertainment Weekly』の映画批評家、オーウェン・グライバーマン(Owen Greiberman)は、「加虐性愛は、かつてはホラー映画を構成する要素の一つであったが、死への恐怖は、「拷問」という名の、死よりも怖い運命に取って代わられたことにより、今や加虐性愛は、程度の差こそあれ、唯一の要素となった。『ホステル』のような新しい映画 - 不安を煽る加虐映画は、現実的な恐怖感の追求を目指している。汗でまみれた革製のエプロンを装着した奇妙な人物が、電動ドリルを手にしてこちらに近寄ってくる。椅子に縛り付けられ、肉用の釣り針に吊るされるのは、今この映像を観ている哀れな観客である自分自身なのだ、という感覚を味わえる。部屋の内装？汚れた浴室の瓦が少し見られる、中世後期の地下牢だ」と書いた。
ドイツの映画史の専門家、フローリアン・イーヴァース(Florian Evers)は、イーライ・ロスの映画を、ナチスを描いた金儲けが目的の映画と結び付け、『ホステル』の図像の背後にはホロコーストを思わせる比喩的描写がある、と書いた。
『The Guardian』の映画批評家、 ピーター・ブラッドショウ(Peter Bradshaw)は、 『ホステル』を「実に愚かしく、露骨なまでに下品であり、吐き気を催す映画だ。もちろん、良い意味じゃない」とこきおろしている。また、ピーター・ブラッドショウは、三池崇史による1999年の映画『オーディション』について触れ、「イーライ・ロスはこの映画を称賛しているようだ」と述べたうえで、『ホステル』よりも『オーディション』のほうを高く評価している。
雑誌『New York Magazine』のデイヴィッド・エーデルシュタイン(David Edelstein)は、『ホステル』について、「イーライ・ロスは、ホラーにおける下位分野「スプラッター」、あるいは「残虐映画」を開拓し、観客たちを性行為の如く興奮させようとして度を越した暴力描写を用いた」と書いた。
フランスの新聞『ル・モンド』(Le Monde)の映画批評家、ジャン＝フランソワ・ロージイ(Jean-François Rauger)は、「イーライ・ロスによる『ホステル』は、この分野（この映画は血生臭いホラーだ）における使命を果たしつつも、それを覆し、現代に見られる個人主義を、皮肉と執念深さでもって観察する映画の一つである。現代の大量消費主義が約束する欲望の無限の膨張が、他人を死へと導く可能性があること、それが、『ホステル』の真の主題なのだ」と書いた。

### チェコとスロヴァキアからの反応
映画の撮影はチェコで行われたが、舞台設定は隣国のスロヴァキアである。映画が公開されるとともに、チェコとスロヴァキアの双方から強い不満の声が相次いだ。チェコとスロヴァキア両国の当局者は、自分たちの国が「犯罪が多く、戦争、売春に悩まされており、未開発、貧困、無教養な国」として描写されている、として嫌悪感と怒りを表明した。スロヴァキアの国会議員、トマーシュ・ガルバヴィー(Tomáš Galbavý)は、この映画に対して「全く現実離れしている」「この映画は我が国の評判を傷付ける」「目障りな映画だ。全てのスロヴァキア国民はこの映画に対して怒りを表明すべきだ」と述べ、不快感を露わにした。スロヴァキア文化省のリンダ・ヘルディホヴァ(Linda Heldichová)も、「この映画は、我が国に対する印象を損なう、というのが満場一致の意見だ」と述べ、『ホステル』を批判した。スロヴァキアの日刊新聞『SME』は、「『ホステル』は、スロヴァキアが立ち遅れた国であり、若くて美しい女の子を下劣な娼婦として描いている」と書いた。スロヴァキアの旅行代理店は、「スロヴァキアの国民がどんな日常生活を送っているか」を見てもらうため、イーライ・ロスを招待しよう、と呼びかけた。スロヴァキアの文化大臣は、続編の『ホステル2』に対しても異議を唱えた。

### イーライ・ロスによる反応
この映画に対する批判について、イーライ・ロスは「アメリカ人の多くは、この国の存在すらも知らないのだ。私の映画は地理に関するものではなく、『アメリカ人が自分の周りの世界に対して無知である」ことを示したかったのだ」と語っている。また、「『The Texas Chainsaw Massacre』のような作品が公開されてもなお、テクサス州を訪れる人々は数多くいる」と述べた。
イーライ・ロスは、「『ホステル』の内容が本物だと信じるような人は、そもそも旅行には行かない人だ」と考えており、流血と多淫の描写に溢れた自分のホラー作品が興行収入を得た事実に喜びを見せており、チェコやスロヴァキアの国民が実際にこの映画を視聴した際、彼らは映画の描写を鵜呑みにはしないだろう、と確信している。イーライ・ロスは「ホラー映画に対する最善策は、それを観ないことだ。それこそが、この映画にとって、これ以上ないってほどの宣伝になる。この映画を批判している人たちは、恐らく映画自体を観たことがないんじゃないか。スロヴァキア人がこの映画を観た場合、物語の舞台はプラハなのに、『どうしてこの映画の内容を真剣に受け止められるんだ？』と言うだろうからね」と語っている。

## 資料
- ホステル - Box Office Mojo（英語）
- ホステル - Rotten Tomatoes（英語）
- ホステル - Metacritic（英語）
- ホステル - allcinema
- Hostel - オールムービー（英語）
- Hostel - IMDb（英語）
- Hostel
- Film Review: Hostel (2005)
- We Hope You Enjoy Your Stay. Gore Is Served in the Cellar.